# Bogdan Ostromęcki
Bogdan Ostromęcki (* 12. Juli 1911 in Włocławek; † 8. Januar 1979 in Warschau) war ein polnischer Schriftsteller.
Ostromęcki studierte von 1930 bis 1934 Jura an der Universität Warschau. Nach Erlangung des Magisterdiploms absolvierte er bis 1938 ein Praktikum an einem Warschauer Gericht. Bereits seit seiner Schülerzeit verfasste Ostromęcki Gedichte; 1939 erschienen die ersten Gedichte in der Zeitschrift Kultura. Während der ersten Kriegsjahre studierte er in Warschau im Untergrund Polonistik. Seit 1943 war er in der Polnischen Heimatarmee aktiv.
Nach dem Warschauer Aufstand lebte Ostromęcki auf dem Land, von wo er 1945 nach Warschau zurückkehrte. 1949 wurde er Redakteur in der Literaturabteilung des polnischen Rundfunks. 1958 wurde er Chefredakteur der Lyriksendungen. Neben Essays und Übersetzungen aus dem Französischen veröffentlichte Ostromęcki Gedichte für Kinder und für Erwachsene.

## Werke
- Popiół niepodległy, 1947
- Wędrowcy czasu, 1958
- Ptaki u słonych źródeł, 1965
- Wybór wierszy, 1972
- Lirnicy, trubadurzy i tyrteje, 1973
- Laury i piołuny, 1974
- Poezje wybrane, 1975
- Twój głos na każdej drodze, 1977
- Cedr, 1979